# Thần tượng âm nhạc Việt Nam (mùa 5)
Mùa thứ 5 của Thần tượng âm nhạc Việt Nam được lên sóng từ 15/12/2013 và kết thúc vào ngày 11/5/2014. Nhạc sĩ Anh Quân thay thế nhạc sĩ Quốc Trung trong vai trò giám khảo chương trình, nữ ca sĩ Mỹ Tâm và đạo diễn Nguyễn Quang Dũng tiếp tục ở vị trí ban giám khảo. Trong khi đó, MC Phan Anh tiếp tục là người dẫn dắt chương trình. MC hậu trường là Cao Thanh Thảo My - thí sinh của Vietnam Idol mùa 4.
Nhạc sĩ Huy Tuấn tiếp tục là giám đốc âm nhạc cho chương trình, trong khi giám khảo Quang Dũng là tổng đạo diễn.
Đêm chung kết diễn ra vào tối ngày 11/5/2014 với quán quân là thí sinh Trần Nhật Thủy.
Từ mùa thứ 5, chương trình được đổi tên thành Thần tượng âm nhạc Việt Nam theo quy định về thương hiệu của Bộ Văn hóa, Thể thao và Du lịch.

## Giải thưởng của quán quân (mùa 5)
Quán quân của chương trình Thần tượng Âm nhạc Việt Nam (mùa 5) sẽ nhận được giải thưởng hấp dẫn trị giá lên đến 600 triệu đồng cùng các phần quà đặc biệt của các nhà tài trợ.

## Các vòng thi của Thần tượng âm nhạc Việt Nam (mùa 5)

### Vòng sơ tuyển
Thử giọng bắt đầu ngày 7 tháng 9 năm 2013 tại Huế và tiếp tục ở nhiều thành phố và thị trấn ở Việt Nam.
| Tỉnh/thành phố        | Lần 1                   | Địa điểm                                   |
| --------------------- | ----------------------- | ------------------------------------------ |
| Huế                   | 7 tháng 9 năm 2013      |                                            |
| Đà Nẵng               | 7 tháng 9 năm 2013      |                                            |
| Nha Trang             | 7 tháng 9 năm 2013      | Khách sạn Mường Thanh Nha Trang            |
| Đà Lạt                | 10 tháng 9 năm 2013     | Khách sạn Golf 3                           |
| Hải Phòng             | 12 tháng 9 năm 2012     | Cung Văn hóa Thể thao Thanh Niên Hải Phòng |
| Cần Thơ               | 21 tháng 9 năm 2013     | Khách sạn Vạn Phát 1                       |
| Hà Nội                | 21-22 tháng 9 năm 2013  | SAVICO Mega Mall                           |
| Thành phố Hồ Chí Minh | 14-15 tháng 10 năm 2013 | Khách sạn Tân Sơn Nhất Sài Gòn             |

Mọi công dân từ 16 đến 30 tuổi, yêu thích âm nhạc và có khả năng ca hát đều có quyền tham dự chương trình "Thần tượng âm nhạc - Vietnam Idol 2013". Những thí sinh dưới 18 tuổi muốn dự thi thì cha mẹ hoặc người giám hộ hợp pháp phải cùng xem xét và ký tên vào Bản đăng ký và Bản cam kết.

### Vòng Audition
Chú giải về màu sắc:

#### Các thí sinh khu vực miền Bắc
Giám khảo vòng Audition khu vực miền Bắc: Nhạc sĩ Anh Quân, ca sĩ Mỹ Tâm và đạo diễn Nguyễn Quang Dũng.
Các thí sinh ở vòng thi audition miền Bắc (dưới đây là danh sách các thí sinh được lên sóng và các thí sinh có phần thi được đăng trên kênh Youtube của chương trình, các thí sinh không lên sóng và không có trên Youtube không có trong danh sách này):
| Thứ tự | Tên thí sinh        | Bài hát dự thi (Sáng tác)                                          | Kết quả |
| ------ | ------------------- | ------------------------------------------------------------------ | ------- |
| 1      | Lê Thị Hải Yến      | Một ngày mùa đông (Bảo Chấn)                                       | Vé vàng |
| 2      | Vũ Mạnh Hùng        | Nồng nàn Hà Nội (Nguyễn Đức Cường)                                 | Bị loại |
| 3      | Nguyễn Phi Anh      | Trắng đen (Mỹ Tâm)                                                 | Bị loại |
| 4      | Lê Thanh Bình       | Tình yêu màu nắng (Phạm Thanh Hà)                                  | Bị loại |
| 5      | Mai Thị Thu Hà      | Kết thúc không bất ngờ (Lương Minh Trang)                          | Bị loại |
| 6      | Nguyễn Thành Trung  | Căn gác trống (LK)                                                 | Vé vàng |
| 7      | Nguyễn Như Hiếu     | LK: Sắc màu, Cây đàn sinh viên (Trần Tiến, Quốc An)                | Bị loại |
| 8      | Đặng Việt Đức       | Payphone (Maroon 5)                                                | Vé vàng |
| 9      | Ngô Tuấn Tú         | Hòn đá cô đơn (Nguyễn Công Hưng)                                   | Bị loại |
| 10     | Nguyễn Thị Ngọc Ngà | Tình yêu mãi mãi (Hồ Quỳnh Hương)                                  | Vé vàng |
| 11     | Nguyễn Hữu Thảo     | Gánh hàng rau (Hồ Hoài Anh)                                        | Bị loại |
| 12     | Nguyễn Ngân Hà      | Listen (Herry Krieger, Scott Outler, Anna Preven, Beyoncé Knowles) | Vé vàng |
| 13     | Trần Nhật Thủy      | Tiếng dương cầm (Anh Quân)                                         | Vé vàng |

#### Các thí sinh khu vực miền Nam
Giám khảo vòng Audition khu vực miền Nam: Nhạc sĩ Anh Quân, ca sĩ Thu Minh, ca sĩ Mỹ Tâm và đạo diễn Nguyễn Quang Dũng.
Các thí sinh ở vòng thi audition miền Nam (dưới đây là danh sách các thí sinh được lên sóng và các thí sinh có phần thi được đăng trên kênh Youtube của chương trình, các thí sinh không lên sóng và không có trên Youtube không có trong danh sách này):
| Thứ tự | Tên thí sinh        | Bài hát dự thi (Sáng tác)                             | Kết quả |
| ------ | ------------------- | ----------------------------------------------------- | ------- |
| 1      | Nguyễn Tiến Việt    | Những lời buồn (Đức Trí)                              | Vé vàng |
| 2      | Lê Thị Bích Ngọc    | Anh trôi về em (Huy Tuấn)                             | Vé vàng |
| 3      | Hứa Quốc Anh        | Osole Mio                                             | Bị loại |
| 4      | Lê Hữu Tài          | Sắc màu (Trần Tiến)                                   | Bị loại |
| 5      | Nay Danh            | Dẫu có lỗi lầm (Hồ Hoài Anh)                          | Vé vàng |
| 6      | Trần Phú Hiển       | Đông (Vũ Cát Tường)                                   | Vé vàng |
| 7      | Nguyễn Ngọc Mỹ      | Nhé anh (Nguyễn Hà)                                   | Vé vàng |
| 8      | Nguyễn Văn Đại      | Nếu điều đó xảy ra (Ngọc Châu)                        | Bị loại |
| 9      | Phan Trần Hoàng Yến | Bay (Nguyễn Hải Phong)                                | Vé vàng |
| 10     | Nguyễn Hoàng Mỹ     | Cánh buồm phiêu du (Sơn Thạch)                        | Bị loại |
| 11     | Trần Thị Thùy       | Biển, nỗi nhớ và em (Nhạc: Phú Quang. Thơ: Hữu Thỉnh) | Vé vàng |
| 12     | Nguyễn Duy Quang    | Em không quay về (Hoàng Tôn)                          | Vé vàng |

### Vòng Theatre
Vòng Nhà hát với thành phần giám khảo: Nhạc sĩ Anh Quân, ca sĩ Mỹ Tâm và đạo diễn Nguyễn Quang Dũng.
72 thí sinh giành được vé vàng ở vòng Audition đã tập trung tại Tp. Hồ Chí Minh để tranh tài trong vòng nhà hát. Các thí sinh sẽ trải qua 2 phần thi:
- Lượt thi thứ nhất: Lần lượt nhóm 6 thí sinh thi tài với phương thức mộc trước micro. Sau lượt thi này, chỉ còn 24 thí sinh được quyền bước tiếp.
- Lượt thi thứ hai: Top 24 thử sức với nhạc đệm piano trong các bài hát tự chọn. Lượt thi này cũng kết thúc vòng nhà hát với 12 thí sinh bước tiếp vào vòng bán kết.

#### Phần thi hát mộc với micro
Ở phần thi này, các thí sinh sẽ chia thành 6 nhóm. Mỗi thí sinh sẽ hát 1 đoạn bài hát mộc qua micro (không có nhạc đệm). Sau khi hoàn thành các phần thi của từng thí sinh, BGK sẽ chọn ra 24 thí sinh tiếp tục dự thi trong phần thi hát với piano.
Chú giải về màu sắc:
| Thứ tự | Tên thí sinh            | Bài hát dự thi (Sáng tác)                | Kết quả |
| ------ | ----------------------- | ---------------------------------------- | ------- |
| 1      | Thân Duy Nam            | Để em rời xa (Hoàng Tôn)                 | Loại    |
| 2      | Nguyễn Thành Trung      | Nắng chờ (Anh Minh)                      | Vào     |
| 3      | Nay Danh                | Thà làm hạt mưa bay (Trần Thanh Tùng)    | Vào     |
| 4      | Trần Phú Hiển           | Nắng chờ (Anh Minh)                      | Vào     |
| 5      | Nguyễn Duy Quang        | Gánh hàng rau (Hồ Hoài Anh)              | Loại    |
| 6      | Nguyễn Đông Hùng        | Đôi chân trần (Y Phôn Ksor)              | Vào     |
| 7      | Trần Thị Thùy           | Đời bỗng vui (Đức Trí)                   | Vào     |
| 8      | Nguyễn Tiến Việt        | 24 giờ 7 ngày (Huy Tuấn)                 | Vào     |
| 9      | Trần Anh Quân           | Chưa bao giờ (Việt Anh)                  | Vào     |
| 10     | Nguyễn Ngân Hà          | Tình nhân (Tăng Nhật Tuệ)                | Vào     |
| 11     | Lê Thị Hải Yến          | Bất chợt một tình yêu (Nguyễn Đức Cường) | Vào     |
| 12     | Trần Nhật Thủy          | Mong anh về (Dương Cầm)                  | Vào     |
| 13     | Đặng Việt Đức           | Đường về xa xôi (Thanh Bùi)              | Vào     |
| 14     | Nguyễn Trần Huyền Trang | Tình 2000 (Võ Thiện Thanh)               | Vào     |

Các phần thi còn lại của Top 72 không được lên sóng vì thời lượng có hạn.

#### Phần thi hát với piano
Ở phần thi này, mỗi thí sinh sẽ thể hiện 1 bài hát với đàn piano. Sau phần thi này, BGK sẽ chọn ra Top 12 để vào vòng Studio.
Chú giải về màu sắc:
| Thứ tự | Thí sinh                 | Bài hát (Sáng tác)                                        | Kết quả   |
| ------ | ------------------------ | --------------------------------------------------------- | --------- |
| 1      | Trần Thị Thùy            | Mưa và nỗi nhớ (Mỹ Tâm)                                   | Vào trong |
| 2      | Phan Trần Hoàng Yến      | Không thể và có thể (Phó Đức Phương)                      | Vào trong |
| 3      | Trần Anh Quân            | Đông (Vũ Cát Tường)                                       | Vào trong |
| 4      | Lê Thị Hải Yến           | Thu cạn (Nhạc: Giáng Son. Thơ: Y Mai)                     | Vào trong |
| 5      | Nguyễn Đông Hùng         | Radio (Hồ Hoài Anh)                                       | Vào trong |
| 6      | Nguyễn Thị Lệ Ngọc       | Trăng dưới chân mình (Trần Lê Quỳnh)                      | Vào trong |
| 7      | Nguyễn Thành Trung       | Hà Nội và em (Đinh Mạnh Ninh)                             | Vào trong |
| 8      | Nguyễn Khánh Phương Linh | Bang bang boom boom (Nhạc: Beth Hart. Lời Việt: Quốc Bảo) | Vào trong |
| 9      | Nguyễn Tiến Việt         | Xin hãy thứ tha (Dương Khắc Linh)                         | Vào trong |
| 10     | Trần Nhật Thủy           | Những lời buồn (Đức Trí)                                  | Vào trong |
| 11     | Trần Phú Hiển            | Em kể anh nghe (Nguyễn Hải Phong)                         | Vào trong |
| 12     | Nguyễn Ngân Hà           | Người em đã yêu (Thành Vương)                             | Vào trong |
| 13     | Nguyễn Thị Ngọc Ngà      | Hãy quay về khi còn yêu nhau (Hồ Quỳnh Hương)             | Bị loại   |
| 14     | Nguyễn Trần Huyền Trang  | Giấc mơ của tôi (Anh Quân)                                | Bị loại   |
| 15     | Đỗ Trường Quang          | Nắng chờ (Hoàng Anh MInh)                                 | Bị loại   |
| 16     | Nay Danh                 | Nơi ấy (Hà Okio)                                          | Bị loại   |
| 17     | Đặng Việt Đức            | Vài lần đón đưa (Trần Lê)                                 | Bị loại   |

Còn một số thí sinh khác của top 24 nhưng phần thi không được lên sóng do thời lượng có hạn.

### Vòng Studio
- Khác với những mùa giải trước, vòng Studio năm nay không chia thành các bảng nam nữ và số lượng thí sinh tại vòng này cũng ít hơn (12 thí sinh). Bên cạnh đó, kết quả vòng Studio năm nay cũng được lựa chọn hoàn toàn bởi giám khảo. Mỗi thí sinh sẽ trình diễn 1 ca khúc, BGK sẽ quyết định 9 thí sinh đi tiếp vào vòng Gala và 2 thí sinh bị loại.
- Thành phần giám khảo vòng Studio: Nhạc sĩ Anh Quân, ca sĩ Mỹ Tâm và đạo diễn Nguyễn Quang Dũng.

Chú giải về màu sắc:
| Thứ tự | Thí sinh                 | Bài hát (Sáng tác)                                | Kết quả   |
| ------ | ------------------------ | ------------------------------------------------- | --------- |
| 1      | Trần Thị Thùy            | Vì em quá yêu anh (Mỹ Tâm)                        | Vào trong |
| 2      | Trần Hoàng Yến           | Tình cho muộn phiền (Hà My)                       | Bị loại   |
| 3      | Trần Anh Quân            | Lạc (Phạm Toàn Thắng)                             | Vào trong |
| 4      | Lê Thị Hải Yến           | Mercy (Duffy)                                     | Vào trong |
| 5      | Nguyễn Đông Hùng         | Âm nhạc không giới hạn (Phạm Toàn Thắng)          | Vào trong |
| 6      | Nguyễn Thị Lệ Ngọc       | Hãy tha thứ cho em (Dương Khắc Linh)              | Bị loại   |
| 7      | Nguyễn Thành Trung       | Nhật ký về mẹ (Đinh Mạnh Ninh)                    | Bị loại   |
| 8      | Nguyễn Khánh Phương Linh | Hoa hồng đêm (Nhạc ngoại - Lời Việt: Dũng Hà)     | Vào trong |
| 9      | Nguyễn Tiến Việt         | Đừng lừa dối (Nhạc ngoại - Lời Việt: Chu Minh Ký) | Vào trong |
| 10     | Trần Nhật Thủy           | Thức tỉnh (Nguyễn Hải Phong)                      | Vào trong |
| 11     | Trần Phú Hiển            | It will rain (Bruno Mars)                         | Vào trong |
| 12     | Nguyễn Ngân Hà           | Đôi giày lười (Đỗ Bảo)                            | Vào trong |

Các thí sinh vào vòng Gala (Top 9 chung cuộc)
| Thứ tự | Tên thí sinh             | Quê quán  | Tuổi | Nghề nghiệp                                                                                 |
| ------ | ------------------------ | --------- | ---- | ------------------------------------------------------------------------------------------- |
| 1      | Lê Thị Hải Yến           | Hà Nội    | 22   | Sinh viên Cao đẳng Văn hóa Nghệ thuật Hà Nội, á quân Giọng hát Việt 2015 - team Tuấn Hưng   |
| 2      | Trần Anh Quân            | Hà Nội    | 20   | Sinh viên Đại học Văn hóa Nghệ thuật Quân đội.                                              |
| 3      | Nguyễn Đông Hùng         | Hưng Yên  | 20   | Sinh viên Đại học Văn hóa Nghệ thuật Quân đội, Giải Triển vọng Sao Mai điểm hẹn 2012        |
| 4      | Trần Thị Thùy            | Quảng Trị | 26   | Cán bộ văn hóa huyện Dakrong, Quảng Trị.                                                    |
| 5      | Nguyễn Ngân Hà           | Hà Nội    | 25   | Nhân viên truyền thông, ca sĩ thuộc công ty Tăng Nhật Tuệ.                                  |
| 6      | Trần Nhật Thủy           | Nam Định  | 22   | Sinh viên khoa SP Nhạc Họa, trường Đại học Văn hóa Nghệ thuật Quân đội.                     |
| 7      | Trần Phú HIển            | TP HCM    | 18   | Sinh viên Đại học Quốc tế Thành phố Hồ Chí Minh.                                            |
| 8      | Nguyễn Khánh Phương Linh | Hà Nội    | 22   | Sinh viên Đại học Văn hóa Nghệ thuật Quân đội, thí sinh Giọng hát Việt 2012 - team Thu Minh |
| 9      | Nguyễn Tiến Việt         | Hà Nội    | 20   | Du học sinh Anh mới về nước.                                                                |

### Vòng Gala
- Vòng Gala Thần tượng âm nhạc Việt Nam (mùa 5) có tổng cộng 8 gala, trải dài qua 16 live show. Mỗi Gala sẽ có một chủ đề, thể loại âm nhạc khác nhau.
- BGK có 1 quyền cứu duy nhất 1 thí sinh bị loại ở tất cả các Gala trước khi xác định Top 5.
- Mỗi vòng Gala sẽ có 1 đêm thi và 1 đêm trình diễn, công bố kết quả cách nhau 1 tuần. Mỗi đêm công bố kết quả sẽ chọn ra 3 thí sinh nguy hiểm, 1 thí sinh sẽ an toàn nhờ bình chọn cao nhất trong nhóm nguy hiểm, 2 thí sinh còn lại sẽ hát bài Sing-off để thuyết phục khán giả bình chọn, thí sinh nào có lượng bình chọn thấp nhất sau bài hát Sing-off sẽ bị loại.

Chú giải về màu sắc:

#### Gala 1: Tôi là ai
- Giám khảo chính: Anh Quân, Mỹ Tâm, Nguyễn Quang Dũng
- Chuyên gia huấn luyện Top 9: Quốc Trung

##### Đêm thi (12/01/2014)
| Thứ tự | Thí sinh                 | Bài hát (Sáng tác)                | Kết quả   |
| ------ | ------------------------ | --------------------------------- | --------- |
| 1      | Nguyễn Tiến Việt         | Locked out of heaven (Bruno Mars) | An toàn   |
| 2      | Lê Thị Hải Yến           | Em kể anh nghe (Nguyễn Hải Phong) | An toàn   |
| 3      | Nguyễn Khánh Phương Linh | Cuối đường (Đinh Kai)             | An toàn   |
| 4      | Trần Phú Hiển            | Tình về nơi đâu (Thanh Bùi)       | Nguy hiểm |
| 5      | Trần Anh Quân            | Nơi nào có em (Tiên Cookie)       | Nguy hiểm |
| 6      | Nguyễn Ngân Hà           | Mưa nhớ (Tuấn Long)               | An toàn   |
| 7      | Nguyễn Đông Hùng         | This love (Maroon 5)              | Nguy hiểm |
| 8      | Trần Thị Thùy            | Mãi như bây giờ (Hà Quang Minh)   | An toàn   |
| 9      | Trần Nhật Thủy           | Vết mưa (Vũ Cát Tường)            | An toàn   |

##### Đêm trình diễn và công bố kết quả (19/01/2014)
- Giám khảo: Anh Quân, Mỹ Tâm, Nguyễn Quang Dũng
- Tiết mục trình diễn của Top 9: Feel this moment (Sáng tác: Maroon 5, Christina Aguilera)
- Tiết mục khách mời:

| Thứ tự | Khách mời  | Bài hát (Sáng tác)              |
| ------ | ---------- | ------------------------------- |
| 1      | Phương Vy  | On and on (Hoàng Anh, Antoneus) |
| 2      | Trung Quân | Dấu mưa (Phạm Toàn Thắng)       |

- Sing-off

| Thứ tự | Thí sinh         | Bài hát (Sáng tác)                | Kết quả       |
| ------ | ---------------- | --------------------------------- | ------------- |
| 1      | Trần Anh Quân    | Nơi tình yêu kết thúc (Tiến Minh) | Bị loại (38%) |
| 2      | Nguyễn Đông Hùng | Tìm lại (Microwave)               | An toàn (62%) |

#### Gala 2: Đêm tình yêu
- Giám khảo chính: Anh Quân, Mỹ Tâm, Nguyễn Quang Dũng
- Chuyên gia huấn luyện Top 8: Hồng Kiên

##### Đêm thi (09/02/2014)
| Thứ tự | Thí sinh                 | Bài hát (Sáng tác)                                 | Kết quả   |
| ------ | ------------------------ | -------------------------------------------------- | --------- |
| 1      | Lê Thị Hải Yến           | I love you (Phương Uyên)                           | An toàn   |
| 2      | Trần Phú Hiển            | Thư cho em (Hồ Hoài Anh)                           | Nguy hiểm |
| 3      | Nguyễn Ngân Hà           | Yêu anh bằng tất cả những gì em có (Tăng Nhật Tuệ) | Nguy hiểm |
| 4      | Trần Thị Thùy            | Ngày nắng (Bùi Bảo Anh)                            | An toàn   |
| 5      | Nguyễn Tiến Việt         | Baby one more time (Max Martin)                    | An toàn   |
| 6      | Trần Nhật Thủy           | Tình xô mãi đời ta (Võ Thiện Thanh)                | Nguy hiểm |
| 7      | Nguyễn Khánh Phương Linh | Feeling good (Anthony Newley - Lesile Bricusse)    | An toàn   |
| 8      | Nguyễn Đông Hùng         | Chạm (Giáng Son)                                   | An toàn   |

##### Đêm trình diễn và công bố kết quả (16/02/2014)
- Giám khảo: Anh Quân, Mỹ Tâm, Huy Tuấn
- Tiết mục trình diễn của Top 8: Chỉ một mình anh (Huy Tuấn)
- Tiết mục khách mời:

| Thứ tự | Khách mời                | Bài hát (Sáng tác)        |
| ------ | ------------------------ | ------------------------- |
| 1      | Văn Mai Hương            | Yêu là cưới (Khương Ngọc) |
| 2      | Văn Mai Hương, Trúc Nhân | Tìm (Phạm Toàn Thắng)     |

- Sing-off

| Thứ tự | Thí sinh       | Bài hát (Sáng tác)     | Kết quả       |
| ------ | -------------- | ---------------------- | ------------- |
| 1      | Trần Phú Hiển  | Cha (Anh Tuấn)         | Bị loại (49%) |
| 2      | Trần Nhật Thủy | Em nhớ anh (Mạnh Quân) | An toàn (51%) |

#### Gala 3: Bài hát những năm 2000
- Giám khảo chính: Anh Quân, Mỹ Tâm, Nguyễn Quang Dũng
- Chuyên gia huấn luyện Top 8: Dương Khắc Linh

##### Đêm thi (23/02/2014)
| Thứ tự | Thí sinh                 | Bài hát (Sáng tác)                                        | Kết quả   |
| ------ | ------------------------ | --------------------------------------------------------- | --------- |
| 1      | Trần Phú Hiển            | Lạc lối (Hồ Hoài Anh)                                     | An toàn   |
| 2      | Nguyễn Khánh Phương Linh | Buồn (Lưu Thiên Hương)                                    | An toàn   |
| 3      | Nguyễn Tiến Việt         | Bang bang boom boom (Nhạc: Beth Hart. Lời Việt: Quốc Bảo) | An toàn   |
| 4      | Lê Thị Hải Yến           | Chuyện của mùa đông (Phạm Toàn Thắng)                     | Nguy hiểm |
| 5      | Nguyễn Ngân Hà           | Nơi ấy bình yên (Minh Thụy)                               | Nguy hiểm |
| 6      | Nguyễn Đông Hùng         | Anh sẽ nhớ mãi (Đức Trí)                                  | Nguy hiểm |
| 7      | Trần Thị Thùy            | Tháng ngày chờ mong (Đỗ Bảo)                              | An toàn   |
| 8      | Trần Nhật Thủy           | Hai thế giới (Võ Hoài Phúc)                               | An toàn   |

##### Đêm trình diễn và công bố kết quả (02/03/2014)
- Giám khảo: Anh Quân, Mỹ Tâm, Nguyễn Quang Dũng
- Tiết mục trình diễn của Top 8: Dù có cách xa (Đinh Mạnh Ninh) - Mặt trời dịu êm  (Dương Thụ)
- Tiết mục khách mời:

| Thứ tự | Khách mời    | Bài hát (Sáng tác)                 |
| ------ | ------------ | ---------------------------------- |
| 1      | Sơn Tùng MTP | Em của ngày hôm qua (Sơn Tùng MTP) |
| 2      | Hoàng Quyên  | Mọi lúc mọi nơi (Lê Minh Sơn)      |

- Sing-off

| Thứ tự | Thí sinh         | Bài hát (Sáng tác)                    | Kết quả       |
| ------ | ---------------- | ------------------------------------- | ------------- |
| 1      | Lê Thị Hải Yến   | Mẹ (Vũ Cát Tường)                     | Bị loại (20%) |
| 2      | Nguyễn Ngân Hà   | Người em đã yêu (Thành Vương)         | Bị loại (20%) |
| 3      | Nguyễn Đông Hùng | Hoàng hôn tháng tám (Phạm Toàn Thắng) | An toàn (60%) |

#### Gala 4: Sống hết mình
- Giám khảo chính: Anh Quân, Mỹ Tâm, Nguyễn Quang Dũng
- Chuyên gia huấn luyện Top 6: Hồ Hoài Anh

##### Đêm thi (09/03/2014)
| Thứ tự | Thí sinh                 | Bài hát (Sáng tác)                        | Kết quả   |
| ------ | ------------------------ | ----------------------------------------- | --------- |
| 1      | Nguyễn Tiến Việt         | 24 giờ 7 ngày (Đức Trí)                   | Nguy hiểm |
| 2      | Trần Thị Thùy            | Chới với tôi ru tôi (Hồ Hoài Anh)         | An toàn   |
| 3      | Nguyễn Khánh Phương Linh | Something's got a hold on me (Etta James) | Nguy hiểm |
| 4      | Trần Phú Hiển            | Nếu chỉ sống một ngày (Anh Tuấn)          | Nguy hiểm |
| 5      | Nguyễn Đông Hùng         | Nhìn lại (Thành Thịnh)                    | An toàn   |
| 6      | Trần Nhật Thủy           | Unconditionally (Katy Perry)              | An toàn   |

##### Đêm trình diễn và công bố kết quả (16/03/2014)
- Giám khảo: Anh Quân, Mỹ Tâm, Nguyễn Quang Dũng
- Tiết mục trình diễn của Top 6: Good time (Matt Thiesen, Brian Lee & Adam Young)
- Tiết mục khách mời:

| Thứ tự | Khách mời | Bài hát (Sáng tác)                                                       |
| ------ | --------- | ------------------------------------------------------------------------ |
| 1      | Uyên Linh | Chỉ là giấc mơ (Kim Ngọc)                                                |
| 2      | Nhóm 365  | Get on the floor, I let you down (Hoàng Touliver, Justa Tee & Addy Trần) |

- Sing-off

| Thứ tự | Thí sinh         | Bài hát (Sáng tác)               | Kết quả       |
| ------ | ---------------- | -------------------------------- | ------------- |
| 1      | Nguyễn Tiến Việt | Đổi thay (Nguyễn Hoàng Duy)      | An toàn (64%) |
| 2      | Trần Phú Hiển    | When I was your man (Bruno Mars) | Bị loại (36%) |

#### Gala 5: Thổi bùng cá tính
- Giám khảo chính: Anh Quân, Mỹ Tâm, Nguyễn Quang Dũng
- Chuyên gia huấn luyện Top 5: Thanh Bùi

##### Đêm thi (23/03/2014)
| Thứ tự | Thí sinh                 | Bài hát (Sáng tác)                             | Kết quả   |
| ------ | ------------------------ | ---------------------------------------------- | --------- |
| 1      | Nguyễn Đông Hùng         | New devide (Linkin Park)                       | Cao nhất  |
| 2      | Nguyễn Tiến Việt         | Đông (Vũ Cát Tường)                            | Nguy hiểm |
| 3      | Trần Thị Thùy            | Độc bước (Trần Trung Đức)                      | An toàn   |
| 4      | Trần Nhật Thủy           | Loving you (Richard Rudolph & Minnie Riperton) | An toàn   |
| 5      | Nguyễn Khánh Phương Linh | Oh la la (Nhạc: Grace Potter. Lời: Đinh Hương) | Nguy hiểm |

##### Đêm trình diễn và công bố kết quả (30/03/2014)
- Giám khảo: Anh Quân, Mỹ Tâm, Nguyễn Quang Dũng
- Tiết mục trình diễn của Top 5: My kool Vietnam (Thanh Bùi)
- Tiết mục khách mời:

| Thứ tự | Khách mời   | Bài hát (Sáng tác)             |
| ------ | ----------- | ------------------------------ |
| 1      | Bích Phương | Mình yêu nhau đi (Tiên Cookie) |
| 2      | Thanh Bùi   | Help (John Farnham)            |

- Sing-off

| Thứ tự | Thí sinh                 | Bài hát (Sáng tác)                                  | Kết quả       |
| ------ | ------------------------ | --------------------------------------------------- | ------------- |
| 1      | Nguyễn Tiến Việt         | Grenade (Bruno Mars, Phillip Lawrence & Ari Levine) | Bị loại (46%) |
| 2      | Nguyễn Khánh Phương Linh | Almost lover (A Fine Frenzy)                        | An toàn (54%) |

#### Gala 6: Đêm hát đôi
- Giám khảo chính: Anh Quân, Mỹ Tâm, Nguyễn Quang Dũng
- Chuyên gia huấn luyện Top 4: Anh Quân

##### Đêm thi (06/04/2014)
Vy lý do MC chính Phan Anh do bận công việc nên không thể đồng hành với với chương trình, Cao Thanh Thảo My - MC hậu trường của những đêm trực tiếp vừa qua – đã thay thế chàng MC nổi tiếng này và Uyên Linh thay Thảo My để lam MC hậu trường.
| Thứ tự | Thí sinh                 | Bài hát dự thi 1 (Sáng tác) (Thí sinh song ca cùng) | Bài hát dự thi 2 (Sáng tác) (Thí sinh song ca cùng)  | Kết quả   |
| ------ | ------------------------ | --------------------------------------------------- | ---------------------------------------------------- | --------- |
| 1      | Nguyễn Đông Hùng         | Tìm (Phạm Toàn Thắng) (Nhật Thủy)                   | Where did we go wrong (Thanh Bùi) (Phương Linh)      | An toàn   |
| 2      | Trần Nhật Thủy           | Tìm (Phạm Toàn Thắng) (Đông Hùng)                   | Bí mật (Lee Han Beom. Lời: Quốc Bảo) (Trần Thị Thùy) | Nguy hiểm |
| 3      | Nguyễn Khánh Phương Linh | Ngày của tôi (Võ Thiện Thanh) (Trần Thị Thùy)       | Where did we go wrong (Thanh Bùi) (Đông Hùng)        | Nguy hiểm |
| 4      | Trần Thị Thùy            | Ngày của tôi (Võ Thiện Thanh) (Phương Linh)         | Bí mật (Lee Han Beom. Lời: Quốc Bảo) (Nhật Thủy)     | An toàn   |

##### Đêm trình diễn và công bố kết quả (13/04/2014)
- Giám khảo: Anh Quân, Mỹ Tâm, Nguyễn Quang Dũng
- Tiết mục trình diễn của Top 4: Không có, thay vào đó phát clip Top 4 trở về thăm quê hương, gia đình.
- Tiết mục khách mời:

| Thứ tự | Khách mời            | Bài hát (Sáng tác)                              |
| ------ | -------------------- | ----------------------------------------------- |
| 1      | Noo Phước Thịnh      | Chôn giấu giấc mơ (Đỗ Hiếu)                     |
| 2      | Phương Vy & Đức Tuấn | Feeling good (Anthony Newley - Lesile Bricusse) |

- Sing-off

| Thứ tự | Thí sinh                 | Bài hát (Sáng tác)                                                | Kết quả       |
| ------ | ------------------------ | ----------------------------------------------------------------- | ------------- |
| 1      | Nguyễn Khánh Phương Linh | Sweet love (Beyoncé Knowles, Jim Josin, Rico Love, Wayne Wilkins) | Bị loại (21%) |
| 2      | Trần Nhật Thủy           | I will always love you (Dolly Parton)                             | An toàn (79%) |

#### Gala 7: Đêm giám khảo
- Giám khảo chính: Anh Quân, Mỹ Tâm, Nguyễn Quang Dũng
- Chuyên gia huấn luyện Top 3: Mỹ Tâm

##### Đêm thi (20/04/2014)
| Thứ tự | Thí sinh         | Bài hát do BGK gợi ý (Sáng tác)   | Bài hát tự chọn (Sáng tác) | Kết quả   |
| ------ | ---------------- | --------------------------------- | -------------------------- | --------- |
| 1      | Trần Thị Thùy    | Đừng ngoảnh lại (Lưu Hương Giang) | Lại một đêm mưa (Mỹ Tâm)   | Nguy hiểm |
| 2      | Nguyễn Đông Hùng | Radioactive (Imagine Dragons)     | Chưa bao giờ (Việt Anh)    | Nguy hiểm |
| 3      | Trần Nhật Thủy   | Trót yêu (Ái Phương)              | Nắng chờ (Hoàng Anh Minh)  | An toàn   |

##### Đêm trình diễn và công bố kết quả (27/04/2014)
- Giám khảo: Anh Quân, Mỹ Tâm, Nguyễn Quang Dũng
- Tiết mục trình diễn của Top 5: Chuyện tình (Anh Quân)
- Tiết mục khách mời:

| Thứ tự | Khách mời  | Bài hát (Sáng tác)      |
| ------ | ---------- | ----------------------- |
| 1      | Hồng Nhung | Anh đừng đi (Mai Thang) |

- Sing-off

| Thứ tự | Thí sinh         | Bài hát (Sáng tác)                                 | Kết quả         |
| ------ | ---------------- | -------------------------------------------------- | --------------- |
| 1      | Trần Thị Thùy    | Mong manh tình về (Nhạc: Đức Trí. Lời: Phương Nga) | An toàn (50.5%) |
| 2      | Nguyễn Đông Hùng | Góc tối (Nguyễn Hải Phong)                         | Bị loại (49.5%) |

#### Gala 8: Chung kết
- Giám khảo chính: Anh Quân, Mỹ Tâm, Nguyễn Quang Dũng
- Chuyên gia huấn luyện Top 2: Bằng Kiều, Mỹ Linh

##### Đêm thi (04/05/2014)
| Thứ tự | Thí sinh       | Bài hát thành công ở những gala trước (Sáng tác) | Bài hát tự chọn (Sáng tác)  | Bài hát chiến thắng (Sáng tác)          |
| ------ | -------------- | ------------------------------------------------ | --------------------------- | --------------------------------------- |
| 1      | Trần Thị Thùy  | Độc bước (Trần Trung Đức)                        | Nỗi nhớ đầy vơi (Hoàng Tôn) | Khoảnh khắc tuyệt vời (Phạm Toàn Thắng) |
| 2      | Trần Nhật Thủy | Vết mưa (Vũ Cát Tường)                           | Để em rời xa (FB Boiz)      | Khoảnh khắc tuyệt vời (Phạm Toàn Thắng) |

##### Đêm trình diễn và công bố kết quả (11/05/2014)
| Thứ tự | Biển diễn                                              | Bài hát                       | Sáng tác                                | Ghi chú tiết mục                                      | Khách mời                           |
| ------ | ------------------------------------------------------ | ----------------------------- | --------------------------------------- | ----------------------------------------------------- | ----------------------------------- |
| 1      | Mỹ Tâm, Minh Thùy, Nhật Thủy                           | Bí mật                        | Lee Han Beom Lời: Quốc Bảo              | Tiết mục của giám khảo và Top 2                       | Mỹ Tâm                              |
| 2      | Đông Hùng, Phương Linh                                 | Valerie                       | The Zutons                              | Góp vui                                               | Dàn kèn Big K Percussion: Bỉnh Khôi |
| 3      | Minh Thùy                                              | Sao ta lặng im                | Nguyễn Hồng Thuận                       | Tiết mục dự thi của Top 2                             |                                     |
| 4      | Nhật Thủy                                              | Let it go                     | Kristen Anderson, Lopez, Robert Lopez   | Tiết mục dự thi của Top 2                             |                                     |
| 5      | Mỹ Linh, Minh Thùy                                     | Và cơn mưa tới                | Bảo Chấn                                | Tiết mục dự thi song ca với người nổi tiếng           | Mỹ Linh                             |
| 6      | Thanh Bùi, Nhật Thủy                                   | Lặng thầm một tình yêu        | Thanh Bùi Lời: Lê Xuân Trường           | Tiết mục dự thi song ca với người nổi tiếng           | Thanh Bùi                           |
| 7      | Mỹ Tâm                                                 | Như một giấc mơ               | Mỹ Tâm                                  | Góp vui của BGK                                       | Mỹ Tâm                              |
| 8      | Thanh Bùi, Quốc Thiên, Uyên Linh, Văn Mai Hương, Yasuy | LK: I was here, Born this way | Diane Warren, Lady Gaga & Jeppe Laursen | Tiết mục của các quán quân, á quân Idol các mùa trước | Thanh Bùi                           |

- Công bố kết quả:

| Thứ tự | Thí sinh       | Tỉ lệ (%) | Kết quả   |
| ------ | -------------- | --------- | --------- |
| 1      | Trần Thị Thùy  | 48%       | Á quân    |
| 2      | Trần Nhật Thủy | 52%       | Quán quân |

- Bài hát chiến thắng:

| Thí sinh trình bày | Bài hát   | Sáng tác          |
| ------------------ | --------- | ----------------- |
| Trần Nhật Thủy     | Tự nguyện | Trương Quốc Khánh |

## Thứ tự bị loại
| Thí sinh                 | Gala 1    | Gala 2    | Gala 3    | Gala 4    | Gala 5    | Gala 6    | Gala 7    | Gala 8          |
| ------------------------ | --------- | --------- | --------- | --------- | --------- | --------- | --------- | --------------- |
| Trần Nhật Thủy           | An toàn   | Nguy hiểm | An toàn   | An toàn   | An toàn   | Nguy hiểm | An toàn   | Quán quân (52%) |
| Trần Thị Thùy            | An toàn   | An toàn   | An toàn   | An toàn   | An toàn   | An toàn   | Nguy hiểm | Á quân (48%)    |
| Nguyễn Đông Hùng         | Nguy hiểm | An toàn   | Nguy hiểm | An toàn   | Nguy hiểm | Nguy hiểm | Loại      |                 |
| Nguyễn Khánh Phương Linh | An toàn   | An toàn   | An toàn   | Nguy hiểm | Nguy hiểm | Loại      |           |                 |
| Nguyễn Tiến Việt         | An toàn   | An toàn   | An toàn   | Nguy hiểm | Loại      |           |           |                 |
| Trần Phú Hiển            | Nguy hiểm | Được cứu  | An toàn   | Loại      |           |           |           |                 |
| Nguyễn Ngân Hà           | An toàn   | Nguy hiểm | Loại      |           |           |           |           |                 |
| Lê Thị Hải Yến           | An toàn   | An toàn   | Loại      |           |           |           |           |                 |
| Trần Anh Quân            | Loại      |           |           |           |           |           |           |                 |